# O Herre Gudh som all ting skop
O Herre Gudh som all ting skop är en evangelisk psalm översatt till svenska av Olaus Petri.

## Publicerad i
- Swenske Songer eller wisor 1536 med titeln O herre gud som all ting skoop under rubriken "Lucis creator".[1]
- Een liten Songbook under rubriken "De Dominicis".[2]
- 1572 års psalmbok med titeln O HEREE Gudh som all ting skoop under rubriken "Lucis creator omnium".[3]
- 1695 års psalmbok som nr 348  under rubriken "Morgon- eller Afton-psalm"